# برانه (مکه)
برانه یک منطقهٔ مسکونی در عربستان سعودی است که در استان مکه واقع شده‌است.